# Türkische Beachhandball-Nationalmannschaft der Juniorinnen
Die türkische Beachhandball-Nationalmannschaft der Juniorinnen repräsentiert den türkischen Handballverband als Auswahlmannschaft auf internationaler Ebene bei Länderspielen im Beachhandball gegen Mannschaften anderer nationaler Verbände.
Die U-Nationalteams fungieren als Unterbau fungieren der A-Nationalmannschaft. Das männliche Pendant ist die Türkische Beachhandball-Nationalmannschaft der Junioren.

## Geschichte
Die weibliche türkische Nachwuchsnationalmannschaft gehörte in der Frühzeit der europäischen Nachwuchsmeisterschaften zu den Spitzenteams. Schon bei der ersten Austragung 2008 gehörte man zu den teilnehmenden Mannschaften und erreichte das Finale, wo man an den Seriensiegerinnen der folgenden Jahre, den Ungarinnen scheiterte. Nach einem schwächeren Turnier 2011 mit dem vorletzten siebten Rang wurde 2012 erneut das Finale gegen die Ungarinnen erreicht und erneut verloren. 2013 belegte die Mannschaft mit dem dritten Rang noch einmal eine Medaillenplatzierung, wurde danach aber jährlich um eine Platzierung schwächer, 2014 Vierte, 2015 Fünfte.

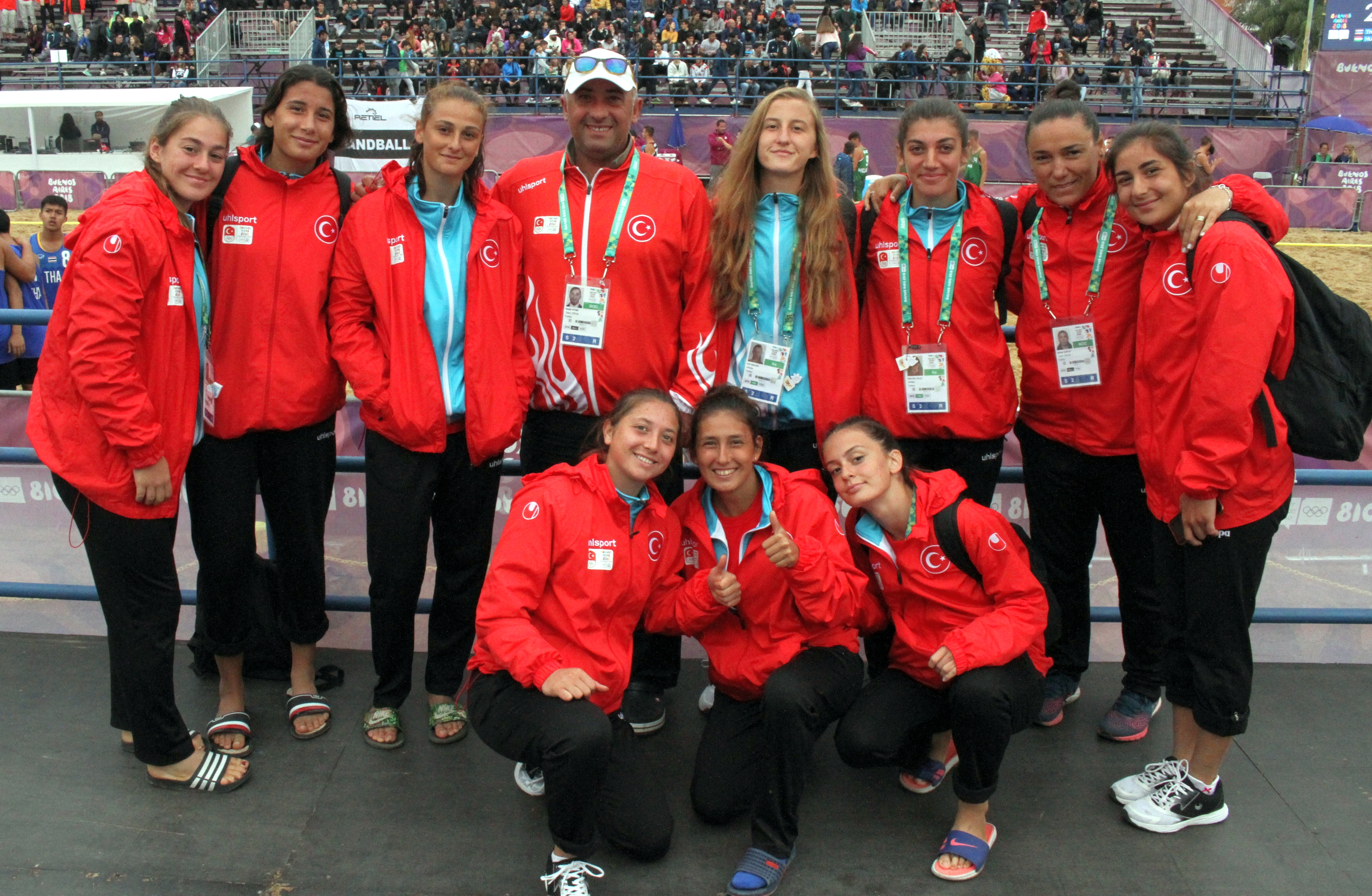
Die türkische Mannschaft und ihr Trainerteam bei den Olympischen Jugendspielen 2018

Danach schickte die Türkei zu den nächsten Meisterschaften keine Mannschaft, anders als zuvor, als die Turniere mit U 18- und U 19-Mannschaften bestritten wurden, waren hier jüngere Jahrgänge mit den U 16- und U 17-Vertretungen im Einsatz. Erst 2018, als wieder eine U 18-Meisterschaft angesetzt war, entsandte die Türkei erneut eine Mannschaft, die mit dem 16. und damit vorletzten Rang einzig die Montenegrinerinnen hinter sich lassen konnte und nicht an die alten Erfolge anknüpfte. Trotz der schwachen Platzierung erhielt die Türkei eine Wildcard für die Olympische Jugendspiele 2018 in Buenos Aires, wo Beachhandball das erste Mal Bestandteil des olympischen Programms war. Nach einer schwachen Vorrunde mit nur einem Sieg gegen Hongkong aus fünf Spielen verpasste die Mannschaft den Sprung in die Hauptrunde deutlich und spielte in der Trostrunde. Dort gelangen zwei weitere Siege gegen Amerikanisch-Samoa und Mauritius, nur gegen Russland wurde verloren. Im abschließenden Spiel um den neunten Rang wurde noch einmal Hongkong geschlagen.
Seitdem kam die weibliche türkische Nachwuchsnationalmannschaft zu keinen weiteren Einsätzen mehr, wohl da die europäischen Meisterschaften seitdem nur für U 16- und U 17-Teams durchgeführt wurden. Zur Heim-EM 2023 (U 17) in Izmir ist indes mit einer Teilnahme zu rechnen.

## Teilnahmen
| Olympische Jugendspiele - 2018 (U 18): 9. - 2026 (U 18): Junioren-Weltmeisterschaften - 2017 (U 17): keine Teilnahme - 2022 (U 18): keine Teilnahme | Junioren-Europameisterschaften - 2008 (U 18): 2. - 2011 (U 19): 7. - 2012 (U 18): 2. - 2013 (U 19): 3. - 2014 (U 18): 4. - 2015 (U 19): 5. - 2016 (U 16): keine Teilnahme - 2017 (U 17): keine Teilnahme - 2018 (U 18): 16. - 2019 (U 17): keine Teilnahme - 2020 (U 16): ausgefallen - 2021 (U 17): keine Teilnahme - 2022 (U 16): keine Teilnahme - 2023 (U 17): |

- JEM 2008 (U 18): Nurceren Akgün • Fatma Ay • Dilara Baykal • İrem Erkara • Didem Hosgör • Ceren Salur • Ayşe Ulucan • Merve Yıldız[1]

- JEM 2011 (U 19): Nurceren Akgün • Fatma Ay • Seher Ay • Betül Düzen • Gülsüm Gülecyüz • Ayla Kayacan • Merve Özger • Fatmagül Sakızcan[2]

- JEM 2012 (U 18): Merve Adıyaman • Şeyma Atasever • Seher Ay • Ceren Aykol • Funda Baş • Ayşegül Demir • Merve Durdu • Hülya Gücer • Hatice Gören • Sibel Karameke[3]

- JEM 2013 (U 19): Ceren Akyol • Funda Baş • Merve Durdu • Hülya Gücer • Yasemin Güler • Hatice Gören • Sibel Karameke • Reyhan Kaya • İrem Köseler • Fetane Uzunlar[4]

- JEM 2014 (U 18): Sinem Akpınar • Elif Sıla Aydın • Neslihan Çalışkan • Özge Demír • Merve Durdu • Hülya Gücer • Sabiha Gündoğdu • İrem Köseler • Ecem Sevilmiş • Beyza İrem Türkoğlu[5]

- JEM 2015 (U 19): Esma Adnar • Elif Sıla Aydın • Ayşe Binmiş • Neslihan Çalışkan • Merve Durdu • Reyhan Kaya • İrem Köseler • Gözde Meral • Songül Tezkorkmaz • Fetane Uzunlar[6]

- JEM 2018 (U 18): Ceyhan Coşkunsu (TW) • Elif Dalkıç • Beyza Karaçam • Betül Karaaslan • Yagmur Kaya • Nurçin Kocaman • Beyzanur Türkyılmaz • İrem Yağlı • Serap Yiğit • Dilek Yılmaz[7]

- OJS 2018 (U 18): Ceyhan Coşkunsu (TW) • Elif Dalkıç • Beyza Karaçam • Sude Karademir (TW) • Eda Nur Kılıç • Ayşenur Sormaz • Beyzanur Türkyılmaz • Serap Yiğit • Dilek Yılmaz[8] • Ausgefallen: Nurçin Kocaman

## Trainer
| Cheftrainer/in - 2008: Kadir Ayar - 2011: Tufan Dağseven - 2012: Orhan İlerisoy - 2013: Senar Yeşilbayır Dayat - 2014: Hüseyin Kaya - 2015: Elif Tuğba Çelik - 2018: Kadir Ayar | Co-Trainer/in - 2008–2011: Ayşen Yılmaz - 2012: Hüseyin Demirci - 2013: Ayşen Yılmaz - 2014: Dinçer Engin - 2015: Murat Güler - 2018: Senar Yeşilbayır Dayat |